# امپراتوری پالا
امپراتوری پالا امپراتوری نیرومندی در هند از ۷۵۰ تا ۱۱۷۴ میلادی بود. دودمانی بودایی از ناحیه بنگال در شرق شبه‌قاره هند بر این امپراتوری فرمان می راند؛ به همین دلیل، تمامی شاهان این امپراتوری پسوند پالا (পাল) را - که مخصوص زبان بنگالی بوده و به معنای نگهبان می‌باشد - در پایان اسامی خود استفاده می‌کردند. پالاها (فرمانروایان امپراتوری پالا) از سوی دشمنان خود به اربابان گودا مشهور بودند. پالاها همگی پیروان مکاتب بودایی مهایانه و وجره‌یانه بودند. گوپالا نخستین شاه این سلسله بود که در سال ۷۵۰ میلادی با انتخابات دموکراتیک به قدرت رسید. این انتخابات به عنوان اولین انتخابات دموکراتیک در آسیای جنوبی پس از دوره مهاجاناپاداها شناخته می‌شود. گوپالا از ۷۵۰ تا ۷۷۰ میلادی حکومت کرد و موقعیت خود را - با گسترش قلمروش در سراسر بنگال - مستحکم نمود. عمر این دودمان بودایی تا چهار قرن بعد به طول انجامید و دوره‌ای ثبات داخلی و شکوفایی را در بنگال به ارمغان آورد. آنان معابد بسیاری بنا کردند و خلق آثار هنری در هند را به مرحله بالایی از زیبایی و شکوه رساندند.
این امپراتوری در دوران حکومت دارماپالا و دواپالا به اوج قدرت خود رسید. دارماپالا قلمرو امپراتوری را به داخل شمال شبه‌قاره هند گسترش بخشید. دواپالا، جانشین دارماپالا، قلمرو و حیطه قدرت خود را به بخش بزرگی از آسیای جنوبی گستراند. وسعت امپراتوری او از شرق به آسام، از شمال غربی به کمبوجه (افغانستان امروزی) و دکن در جنوب رسید.
با مرگ دواپالا دوره تسلط و تفوق امپراتوری پالا به پایان رسید و چندین دودمان مستقل در هند روی کار آمدند اگرچه ماهیپالا دوباره قدرت و برتری پالاها را احیا کرد. او بار دیگر کنترل تمامی بنگال را بدست گرفت و امپراتوری را گسترش داد. او همچنین در برابر حملات دودمان چولا مقاومت کرد. با مرگ ماهیپالا، دوباره امپراتوری وارد دوره ضعف و سقوط شد تا این که راماپالا، آخرین امپراتور قدرتمند پالا، لشکرش را به سوی اوریسا و هند شمالی هدایت کرد و تا حدی قدرت دودمان پالا را احیا نمود.
امپراتوری پالا به نوعی عصر طلایی تاریخ بنگال به حساب می‌آید. مردم بنگال هیچ گاه در طول تاریخ تا این اندازه به قدرت، جلال و شکوه نرسیدند. پالاها مکتب بودایی مهایانه را به مردم تبت، بوتان و میانمار معرفی کردند. پالاها نفوذ زیادی نیز در آسیای جنوب‌شرقی داشتند. عاقبت در قرن ۱۲ میلادی، دولت پالا آن قدر ضعیف شد که با یورش دودمان سنا و لشکریان مسلمان از میان رفت.